# Zhou Lulu
Zhou Lulu (en chino: 周璐璐; Binzhou, 19 de marzo de 1988) es una deportista china que compitió en halterofilia.
Participó en los Juegos Olímpicos de Londres 2012, obteniendo una medalla de oro en la categoría de +75 kg. Ganó dos medallas en el Campeonato Mundial de Halterofilia, oro en 2011 y plata en 2013.

## Palmarés internacional
| Juegos Olímpicos   | Juegos Olímpicos      | Juegos Olímpicos | Juegos Olímpicos |
| Año                | Lugar                 | Medalla          | Categoría        |
| ------------------ | --------------------- | ---------------- | ---------------- |
| 2012               | Londres (Reino Unido) | Medalla de oro   | +75 kg           |
| Campeonato Mundial |                       |                  |                  |
| Año                | Lugar                 | Medalla          | Categoría        |
| 2011               | París (Francia)       | Medalla de oro   | +75 kg           |
| 2013               | Breslavia (Polonia)   | Medalla de plata | +75 kg           |